# Monacanthus chinensis
Monacanthus chinensis är en fiskart som först beskrevs av Pehr Osbeck 1765.  Monacanthus chinensis ingår i släktet Monacanthus och familjen filfiskar. Inga underarter finns listade i Catalogue of Life.